# Jean-Pierre Drucker
Jean-Pierre Drucker (Sandweiler, 3 de setembro de 1986), mais conhecido como Jempy Drucker, é um ciclista luxemburguês membro da equipa Cofidis, Solutions Crédits. Passou a profissional em 2004. Tem sido também corredor de ciclocross chegando a ser campeão de seu país nesta modalidade.

## Biografia
Drucker assinou com Fidea em 2004, uma equipa especializada em cyclo-cross, aos 18 anos. Alinhou com esta equipa durante cinco temporadas, ganhando dois campeonatos nacionais de ciclocross de elite. Foi selecionado para representar o Luxemburgo no Campeonato Mundial 2008, mas não pôde terminar.
Para a temporada de 2009, Drucker uniu-se à equipa Profissional Continental Differdange. O seu sucesso em ciclocross continuou, ganhando mais dois títulos nacionais. Drucker foi ao Campeonato Mundial pela segunda vez em 2009, mas de novo não terminou. Ele ganhou o prólogo da Flèche du Sud, uma corrida de ciclismo de estrada em 2010. Drucker também obteve o segundo lugar no Grande Prémio da Villa de Zottegem essa temporada.
Após passar duas temporadas com a equipa Continental Differdange, Drucker uniu-se ao Willems-Accent, uma equipa UCI Continental Profissional belga. Passou quatro temporadas com a equipa, sem nenhuma vitória, mas terminou segundo na geral no Volta ao Luxemburgo.
Em agosto de 2014, Drucker assinou um contrato com a equipa BMC Racing, dando o salto ao UCI ProTeam. Durante a condução desta equipa, ganhou em 2015 a RideLondon-Surrey Classic, uma corrida de um dia no Reino Unido. Mais tarde nesse mesmo ano, foi selecionado para montar na Volta a Espanha. Drucker terminou a corrida no posto número 118.º na geral. O sucesso de Drucker continuou com esta equipa ao ano seguinte, ganhando o prólogo do Volta ao Luxemburgo e a etapa 16 da Volta a Espanha.

## Palmarés
- 2010
  - 1 etapa da Flèche du Sud

- 2013
  - 3.º no Campeonato do Luxemburgo em Estrada

- 2015
  - 2.º no Campeonato do Luxemburgo Contrarrelógio 
  - RideLondon-Surrey Classic

- 2016
  - 1 etapa do Volta ao Luxemburgo
  - 2.º no Campeonato do Luxemburgo Contrarrelógio 
  - 1 etapa da Volta a Espanha

- 2017
  - 1 etapa do Volta ao Luxemburgo
  - Campeonato do Luxemburgo Contrarrelógio  
  - 1 etapa do Tour de Valônia

- 2020
  - 3.º no Campeonato do Luxemburgo em Estrada

- 2021
  - 2.º no Campeonato do Luxemburgo em Estrada

## Resultados em Grandes Voltas e Campeonatos do Mundo
| Corrida            | Corrida            | 2004 | 2005 | 2006 | 2007 | 2008 | 2009 | 2010 | 2011 | 2012 | 2013 | 2014 | 2015  | 2016  | 2017  | 2018  | 2019 | 2020 | 2021 |
| ------------------ | ------------------ | ---- | ---- | ---- | ---- | ---- | ---- | ---- | ---- | ---- | ---- | ---- | ----- | ----- | ----- | ----- | ---- | ---- | ---- |
|                    | Giro d'Italia      | —    | —    | —    | —    | —    | —    | —    | —    | —    | —    | —    | —     | —     | —     | 118.º | —    | —    | —    |
|                    | Tour de France     | —    | —    | —    | —    | —    | —    | —    | —    | —    | —    | —    | —     | —     | —     | —     | —    | —    | —    |
|                    | Volta a Espanha    | —    | —    | —    | —    | —    | —    | —    | —    | —    | —    | —    | 118.º | 142.º | —     | —     | Ab.  | —    | —    |
| Mundial em Estrada | Mundial em Estrada | —    | —    | —    | —    | Ab.  | Ab.  | —    | Ab.  | 62.º | —    | —    | Ab.   | Ab.   | 132.º | Ab.   | —    | —    | —    |

—: não participa

Ab.: abandono

## Equipas
- Fidea Cycling Team (2004-2008)[1]
- Continental Team Differdange (2009-2010)
- Vérandas Willems/Accent Jobs/Wanty (2011-2014)
  - Veranda´s Willems-Accent (2011)
  - Accent Jobs-Willems Veranda's (2012)
  - Accent Jobs-Wanty (2013)
  - Wanty-Groupe Gobert (2014)
- BMC Racing Team (2015-2018)
- Bora-Hansgrohe[2] (2019-2020)
- Cofidis, Solutions Crédits (2021-)